# Політехнічна (станція метро)
60°00′32″ пн. ш. 30°22′15″ сх. д. / 60.00889° пн. ш. 30.37083° сх. д.
Політехнічна (рос. Политехническая) — станція Кіровсько-Виборзької лінії Петербурзького метрополітену, розташована між станціями «Площа Мужності» і «Академічна».
Станція відкрита 31 грудня 1975 у складі ділянки «Лісова»-«Академічна». Названа через близькість до комплексу будівель Ленінградського Політехнічного інституту. Розмовна назва станції — «Політех» (як і в інституту).

## Технічна характеристика
Конструкція станції — односклепінна глибокого закладення (глибина закладення — 65 м).

## Оздоблення
Просторове рішення станції викликає відчуття зрозумілості, завершеності форми. Цьому сприяє вдалий підбір матеріалів, поєднання яких створює благородну колірну гамму, що підкреслює єдність всіх елементів художнього задуму авторів.
Колійні стіни і торець оброблені травертином, підлога — сірим гранітом. По верху колійних стін проходить пояс, оздоблений алюмінієвим прокатом, анодованим під стару мідь. Над ним у частому ритмі розміщені світильники у вигляді порожніх консолей з патинованої листової міді, в яких приховані лампи розжарювання, що дають відбите світло. Загальному характеру архітектури не суперечить світлова смужка (нині демонтована), розташована під світильниками, з накладними буквами назви станції. Вона знімає відчуття зайвої монументальності і привносить елемент, що відповідає характеру споруди.
У 2003 році на станції було замінено освітлення з ртутних ламп білого кольору на натрієві оранжевого кольору. У 2005 році було проведено ремонт торцевих стін станції, кам'яна обробка була обшита металопластиковими панелями. У 2009-2010 році проведена заміна облицювання колійних стін: травертин замінено на керамограніт, а анодований алюміній — профнастилом. Внаслідок проведеної реконструкції початковий архітектурний вигляд станції було втрачено.
Вестибюль має діагональну площину симетрії, збігається з віссю похилого ходу. Цей прийом відповідає його технологічній основі і положенню на генплані. Павільйон перекритий просторовою стрижневою конструкцією, похилі площини якої облицьовані зовні панелями з алюмінієвих анодованих профілів, а стіни — неполірованим мармуром «коєлга» (нині частково зафарбований). Над похилим ходом у вестибюлі є невеликий майданчик, заставлений декоративними рослинами. У процесі експлуатації була зроблена перебудова вестибюля: початковий проект передбачав прозорий куб станції, при споруді кас нижній ярус стекол був закладений декоративним каменем. У 2009 році звели стіни з дверима навколо спуску у підвестибюльне приміщення.

## Вестибюлі і пересадки
Павільйон станції розташований на Політехнічній вулиці поруч з Покровською церквою і площею Академіка Іоффе.

## Ресурси Інтернету
- «Політехнічна» на metro.vpeterburge.ru [Архівовано 22 лютого 2014 у Wayback Machine.](рос.)
- «Політехнічна» на ometro.net(рос.)
- Санкт-Петербург. Петроград. Ленінград: Енциклопедичний довідник. «Політехнічна»(рос.)
- Вестибюль станції «Політехнічна» реконструюють[недоступне посилання з квітня 2019](рос.)